# هارون كاري (رسام)
هارون كاري (بالإنجليزية: Aaron Curry)‏ هو رسام أمريكي، ولد في 1972 في سان أنطونيو في الولايات المتحدة.